# Погані хлопці (серія фільмів)
«Погані хлопці» — це серія американських комедійних бойовиків, у яких Уілл Сміт і Мартін Лоуренс зіграли детективів Майка Лоурі та Маркуса Бернета з відділу поліції Маямі. Автором серії є Джордж Галло. Джо Пантоліано з'являється у всіх чотирьох фільмах, а Тереза Рендл — в перших трьох фільмах (в четвертому її змінила Таша Сміт). Майкл Бей став режисером перших двох фільмів, а дует Аділя Ель Арбі та Білала Фалла зняли третій та четвертий. Габріель Юніон, яка зіграла головну роль у другій частині, пізніше зіграла разом з Джесікою Альбою в спін-офі серіалу LA's Finest.
Серіал зібрав в прокаті понад 1 мільярд доларів у всьому світі. Перший і четвертий фільми отримали неоднозначні відгуки критиків, другий був сприйнятий несхвально, а третій був прийнятий загалом позитивно.

## Фільми

### Погані хлопці(1995)
Вони — повна протилежність один одного. Один з них — зразковий сім'янин і не має багатства, інший багатий і користується всіма благами холостяцького життя. Крім дружби їх об'єднує робота в поліції. Їх нове завдання — зловити жорстокого злочинця, що вкрав наркотики з секретного складу, а також врятувати дівчину, яка випадково опинилася на його шляху. Але для цього друзям доведеться помінятися місцями.
Основні зйомки почалися 27 червня в центрі Маямі і завершилися 31 серпня 1994 року.

### Погані хлопці 2(2003)
Детективи відділу боротьби з незаконним обігом наркотиків Майк Ловрі і Маркус Бернетт отримують завдання розслідувати схему доставки нового наркотику в Маямі. Це розслідування виводить їх на хитру змову, сплетену місцевими наркобаронами з метою взяти під контроль всю торгівлю наркотиками в місті. За чистої випадковості про ці амбітні плани дізнаються й інші гравці нелегального ринку, в результаті чого спалахує справжня війна. Попри це, Майку і Маркусу вдається успішно справлятися з натиском наркомафії й саджати дилерів за ґрати. Але ситуація починає виходити з-під контролю, коли Майк не на жарт захоплюється сестрою Маркуса, Сідні. Замість виконання спецзавдання детективи починають з'ясовувати стосунки між собою…

### Погані хлопці назавжди(2020)
Засуджена злочинниця Ізабель Аретас втікає із в'язниці суворого режиму в Мексиці. Вдова наркобарона присягається помститися за смерть чоловіка й оголошує полювання на причетних до цієї справи. У списку перебуває поліцейський-детектив Майк Лоурі. Її син Армандо тяжко ранить Майка, попри наказ матері вбити його останнім. Після складної операції Майк впадає в глибоку кому, але виживає і майже повністю відновлюється через шість місяців. Тим часом Армандо вбиває всі цілі одну за одною. Після цього випадку Маркус знову повертається на службу, щоб підтримати свого друга та партнера у пошуках жорстокого вбивці.

### Погані хлопці: Все або нічого(2024)
Історія розповідає про детективів Майка Лоурі та Маркуса Бернетта з Маямі, які намагаються очистити ім'я покійного капітана Конрада Говарда після того, як його помилково звинуватили у змові.

### Майбутні фільми
7 червня 2024 року Сміт і Лоуренс повідомили Entertainment Weekly, що готові повернутися до зйомок п'ятого фільму франшизи, якщо молодші актори будуть виконувати більше трюків і буде історія з їхніми героями, яку варто розповісти. Лоуренсом також зазначив, що майбутнє залежатиме від того, чи вимагатимуть фанати більше фільмів. 11 червня 2024 року продюсер Джеррі Брукхаймер зазначив, що велися дискусії щодо п'ятого фільму про «Поганих хлопців», але все залежатиме від касових зборів четвертого фільму.

## Телесеріали

### Найкращі в Лос-Анджелесі(2019—2020)
У жовтні 2017 року було оголошено, що Брендон Марголіс і Брендон Соннієр розробляють телевізійний серіал, зосереджений на персонажі Габріель Юніон/ Пізніше того ж місяця NBC замовила пілотний епізод серіалу. У березні 2018 року Джессіка Альба була обрана на роль партнера Габріель Юніон. Окрім Юніон, у фільмі з'явиться Джон Селлі, який зіграє роль Флетчера, комп'ютерного хакера, який допомагає Майку та Маркусу в серії фільмів. Наступного місяця було оголошено назву серіалу «Найкращі в Лос-Анджелесі», а Джеррі Брукхаймера було названо виконавчим продюсером серіалу. Пізніше того ж місяця NBC передала пілотну програму, і шоу розповсюдили інші мережі.
Того ж місяця стало відомо, що Sony Pictures Television веде переговори з Charter Communications про придбання серіалу. До червня 2018 року канадська телекомпанія Bell Media випустила 13 епізодів. У червні 2019 року серіал було продовжено на другий сезон.

## Відеоігри
Bad Boys: Miami Takedown — відеогра, випущена в 2004 році на основі продовження Bad Boys II. Вона вийшла на початку 2004 року після випуску DVD і VHS фільму.